# Crangonyx floridanus
Crangonyx floridanus är en kräftdjursart som beskrevs av Edward Lloyd Bousfield 1963. Crangonyx floridanus ingår i släktet Crangonyx och familjen Crangonyctidae. Inga underarter finns listade i Catalogue of Life.